# Niccolò Tedeschi
Niccolò Tedeschi, O.S.B., também conhecido como Panormitanus (Catânia, 1386 – Palermo, 	24 de fevereiro de 1445), foi um abade, canonista e pseudocardeal siciliano da Igreja Católica na época Escolástica, que foi arcebispo de Palermo. 

## Vida inicial
Era filho de Antonio, descendente de uma família nobre de origem alemã (daí por ser conhecido como Tedeschi); sua mãe, Agata ou talvez Mannella, também era de origem nobre pertencente à família de Torrelles ou Intorrelles.
Entrou na Ordem de São Bento da Congregação da Sicília em 1400. Com um subsídio concedido por sua cidade natal, ele foi para a Universidade de Bolonha para estudar direito canônico. Talvez tenha ouvido as lições de Antonio da Budrio e certamente teve Pedro de Ancara como seu mestre, sob quem disputou uma quaestio. Em Bolonha, ele fez parte de uma comissão encarregada de verificar a consistência dos privilégios do Studium. Por razões desconhecidas, mudou-se para a Universidade de Pádua, onde estudou direito canónico entre setembro de 1409 e junho de 1411, aluno de Francesco Zabarella que, já criado cardeal, o promoveu ao doutoramento. A Acta graduum do Studium de Pádua, no entanto, não preserva a memória de seu grau, que provavelmente ocorreu na segunda metade de 1411.

## Professor e abade
A Universidade de Bolonha imediatamente o chamou para dar a prestigiosa lectura ordinaria decretalium, cargo que ocupou até julho de 1412: no outono do mesmo ano mudou-se para Parma, cujo Studium havia sido reaberto em 24 de novembro, onde lecionou por seis anos. Torna-se cônego do capítulo da catedral de Catânia pelo menos desde 1415, em 1419 o Senado de Catânia pediu ao Papa Martinho V que atribuísse a cadeira episcopal vaga de Siracusa a Tedeschi, mas a petição não foi aceita.
Em 1418, depois de deixar Parma, mudou-se para a universidade de Siena, onde lecionou direito canônico de janeiro de 1419 a 1431. Lá, com outros mestres do Studium, participou do concílio realizado entre 1423 e 1424, convocado por Martinho V em deferência às cadências temporais estabelecidas no Concílio de Constança. O pontífice, que em 1421 o nomeara auditor da Câmara Apostólica, em 1425 conferiu-lhe a abadia de Santa Maria de Maniace, desta vez aceitando o apelo da cidade de Catânia. Deste fato é que Tedeschi também é conhecido como Abbas Siculus, ou Modernus. Nos anos passados entre Parma e Siena, ele esperou para escrever o comentário sobre os Decretales do Papa Gregório IX.
Em 1431 mudou-se para Bolonha, para lá lecionar com um salário dado pelo Município. No ano seguinte, depois de ter aceitado uma missão de dois anos no Studium Florentino para ser lectore em decretos, ele foi chamado a Pádua, mas Florença não lhe concedeu permissão para se mudar para lá. No outono de 1432, porém, Tedeschi não apareceu entre os professores ativos em Florença: já em 10 de abril, de fato, Eugênio IV havia ordenado ao governador de Bolonha que impedisse Tedeschi de deixar a cidade, pois pensava em incluí-lo na delegação destinada ao Concílio de Basileia.
O Concílio de Basileia, convocado pelo Papa Martinho V, logo entrou em conflito com Eugênio IV, que o dissolveu em 12 de novembro de 1431. Diante da resistência conciliar, em dezembro de 1432, Eugênio enviou uma delegação a Basileia, da qual Tedeschi era membro, com a tarefa de exortar os participantes a aceitarem o pedido de transferência da assembleia para Bolonha em vista das negociações de união com os gregos. Nos anos de seu ensino, Tedeschi professou uma doutrina de primazia papal que, embora enxertada em fundamentos consolidados na tradição do ius decretalium, foi permeada por motivos de inspiração conciliarista, que encontrou sua origem em alguns textos da tradição canônica, foi alimentada e ampliada durante as décadas do cisma de Avinhão e, finalmente, encontrou uma saída na formulação do decreto Haec Sancta promulgado no Concílio de Constança em 1415.
Em Basileia, em um discurso proferido em março de 1433, Tedeschi enfatizou as prerrogativas do papa sobre o concílio, a fim de convencer os padres conciliares a aceitar os pedidos de Eugênio. A resistência, no entanto, não foi superada: no verão de 1433, a delegação papal retornou à Itália e Tedeschi continuou para a Sicília.

## Arquiepiscopado
O rei Afonso V o nomeou arcebispo de Palermo em fevereiro de 1434 e a nomeação foi confirmada por Eugênio IV em 9 de março de 1435. Recebeu a ordenação episcopal em 4 de julho seguinte.
Como consiliarius de Afonso V, Tedeschi atuou como juiz delegado em casos eclesiásticos que eram de competência real em virtude do privilégio da monarquia real da Sicília. Seu trabalho científico é permeado por memórias de sua terra e de sua cidade natal e testemunha a devoção às santas sicilianas Ágata (protetora de Catânia diante da intemperança do vulcão Etna) e Lúcia. A cidade de Catânia valeu-se dos bons ofícios de Tedeschi para obter o placet de Afonso ao pedido de estabelecimento de um Studium generale (1434), depois para obter a bula papal instituída, que, no entanto, chegou apenas em 1444, após a pacificação entre Afonso, o Magnânimo e Eugênio IV, criando a Universidade de Catânia.
O soberano aragonês aproveitou a fraqueza de Eugênio IV para envolver Tedeschi em seus programas políticos, visando conquistar o Reino de Nápoles e obter o reconhecimento papal. Afonso o incluiu na delegação enviada a Basileia em 1436, que também incluía Ludovico Pontano. Quando, em 18 de setembro de 1437, Eugênio IV transferiu a assembleia para Ferrara, Tedeschi ficou do lado da oposição conciliar, que em 24 de janeiro de 1438 decretaria a suspensão do pontífice. Após a morte do imperador Sigismundo, Tedeschi participou da delegação conciliar enviada a Frankfurt para tentar obter o apoio dos eleitores (1438).

## Cardinalato
De volta à Basileia, Tedeschi adotou uma política moderada diante das posições mais acaloradas. Ele trabalhou para evitar a deposição de Eugênio IV, que o concílio alcançou em 25 de junho de 1439, depois que Tedeschi partiu para a Sicília. Em 5 de novembro de 1439, o concílio elegeu um antipapa na pessoa de Félix V. Afonso decidiu apoiá-lo e, para esse fim, enviou de volta a Basileia Tedeschi, que por Félix (1440) foi criado cardeal-presbítero de Santos XII Apóstolos (um título que em 1439 Eugênio IV havia concedido a Bessarion).
O antipapa Félix V pediu-lhe que compilar os decretos dos Concílios de Constança e Basileia em uma coleção canônica. Ele é autor de várias obras canônicas, que foram editadas em quatro volumes em Veneza entre 1475 e 1478. Ele foi chamado Lucerna iuris. Em junho de 1442, o concílio enviou Tedeschi ao Reichstag em Frankfurt, onde, em nome dos "amedistas", ele defendeu as razões do Concílio de Basileia afirmando a superioridade do concílio sobre o papa; Nicolau de Cusa respondeu ao seu discurso. O condicionamento político do caso foi totalmente revelado quando Afonso, tendo obtido a investidura do reino napolitano de Eugênio IV (1443), retirou sua delegação de Basileia.
Tedeschi voltou para Palermo, onde passou os últimos anos de sua vida. Morreu em 24 de fevereiro de 1445, da peste. Ele está enterrado em um sarcófago paleocristão romano de mármore pariano na cripta da catedral metropolitana de Palermo.

## Obras

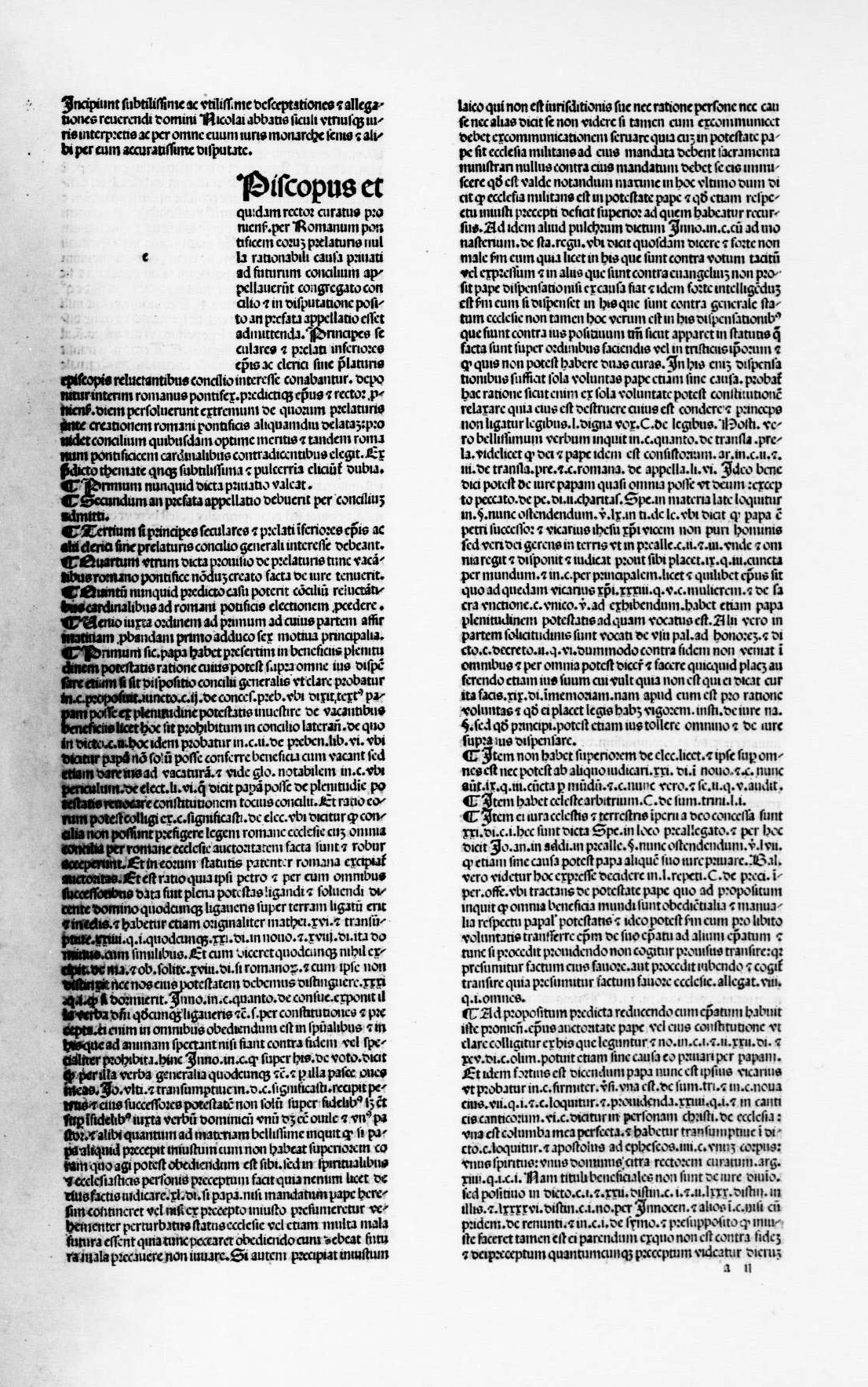
Disceptationes et allegationes, 1487

- Glossae clementinae (em latim). Roma: Johann Gensberg. 1474
  - Glossae Clementinae, Johann Koelhoff d. Ä., Köln 1477
- Disceptationes et allegationes, Johann Koelhoff d. Ä., Köln 1477
  - Disceptationes et allegationes (em latim). Veneza: Giovanni de' Gregori & Gregorio de' Gregori. 1487
- Super primo Decretalium (em latim). Veneza: Nicolas Jenson. 1477
  - Super primo Decretalium (em latim). Veneza: Francesco Girardengo. 1484
  - 1. Decretalium 1. P. 1, 1488.
  - 2. Decretalium 1. P. 2, 1488.
  - 6. Decretalium 3, 1488.
- Lectura super tertio libro Decretalium, Venezia, Johann von Köln und Johann Manthen, 1478.
- Lectura super V libris Decretalium, Anton Koberger, Nürnberg.
  - 1 (1485).
  - 2 (1486).
  - 3 (1486).
  - 4 (1486).
  - Lectura super V libris Decretalium, Johann Amerbach, Basel 1487.
- Opera, Venezia, 1591, vol.4.

### Manuscritos
- Lectura super IV libro Decretalium. Col: Fondo Parmense Ms. Parm. 1224 (em latim). Parma: Biblioteca Palatina. século XV